# گریلی (آیووا)
گریلی (به انگلیسی: Greeley) شهری در ایالت آیووا کشور ایالات متحده آمریکا است که جمعیت آن در سرشماری سال ۲۰۱۰ میلادی، ۲۵۶ نفر بوده‌است.